# Nyjah Huston
Nyjah Huston (født 30. november 1994) er en amerikansk professionel skateboarder, der var den yngste deltager i X Games og debuterede som 13-årig.
I 2009 startede han sit eget skateboardfirma, I&I Skateboards.
Han tog guld ved X Games Oslo i 2016, foran australieren Shane O'Neill og brasilianeren Luan Oliveira.
Under sommer-OL 2020 i Tokyo sluttede han på 7. pladsen i street.
Ved sommer-OL 2024 i Paris vandt han bronze.